# El Niño de la Palma
Cayetano Ordóñez y Aguilera dit « El Niño de la Palma », né le 4 janvier 1904 à Ronda (Espagne, province de Malaga), mort le 30 octobre 1961 à Madrid (Espagne), était un matador espagnol.

## Présentation
« El Niño de la Palma » était un matador apprécié du public, mais très irrégulier. Durant les premières années de sa carrière, il occupa les premiers postes de l’escalafón, mais déclina très vite et se retira en 1950. Il a servi de modèle à Ernest Hemingway pour son roman Le Soleil se lève aussi.[réf. souhaitée] Cinq de ses fils ont été toreros, notamment Antonio Ordóñez, le plus célèbre d’entre eux.

### Carrière
- Débuts en public : La Línea de la Concepción (Espagne, province de Cadix) le 5 octobre 1918.
- Alternative : Séville (Espagne) le 11 juin 1925. Parrain, Juan Belmonte ; témoin « El Algabeño. Taureaux de la ganadería de Felix Suárez.
- Confirmation d’alternative à Madrid : 16 juillet 1925. Parrain, Luis Freg ; témoins, Nicanor Villalta et « Litri ». Taureaux des ganaderías de Vicente Martínez et de Esteban Hernández.
- Premier de l’escalafón en 1926 et 1927.